# Hendrik Ø
Hendrik Ø – niezamieszkana wyspa u północnych wybrzeży Grenlandii położona na Morzu Lincolna. Powierzchnia wyspy wynosi 583,2 km², a długość jej linii brzegowej to 118,3 km.